# Duktilometer

Prüfform für Duktilität nach DIN 52013

Ein Duktilometer ist ein Gerät zur Prüfung der Duktilität von Bitumen. Es besteht aus einer Klemmvorrichtung, einem Prüfbad, einer Zugvorrichtung und einer Messeinrichtung.
Eine Bitumen-Probe wird eingespannt und auseinandergezogen, bis der entstehende Bitumenfaden reißt; die Länge des Fadens zum Zeitpunkt des Zerreißens wird als Duktilität des Bitumens bezeichnet.
Bei polymermodifizierten Bitumen interessiert die Kraftduktilität nach DIN EN 13589. Dabei wird der Bitumenfaden von 30 mm auf 400 mm gestreckt und die Arbeit errechnet, die bei der Streckung von 200 mm  auf 400 mm verrichtet wurde.
Außerdem kann mit einem Duktiolometer die elastische Rückstellung ermittelt werden.